# Dalmatika

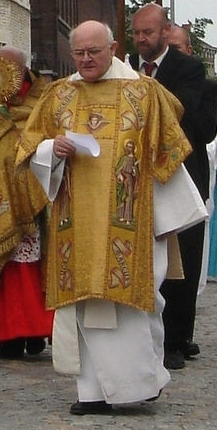
Egy hagyományos dalmatika.

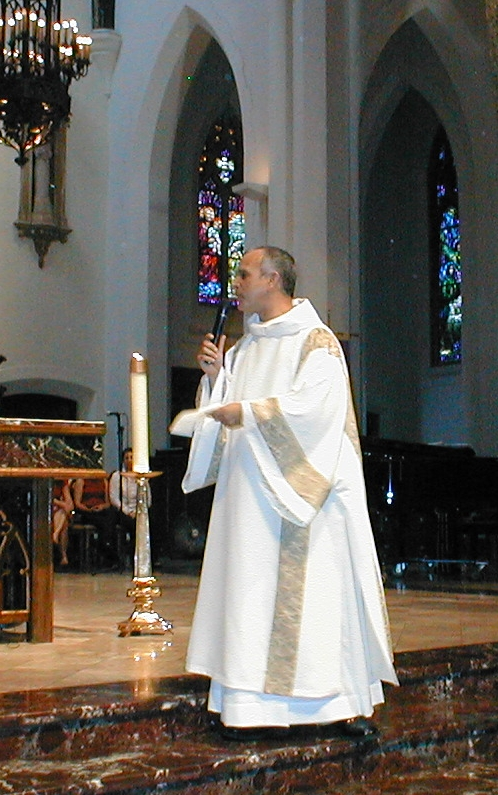
Az ókori stílust felújító, modern dalmatika.

A dalmatika egy elsősorban a katolikus liturgiában használt ruhadarab, amelyet a diakónusok felsőruhaként, vagy a püspökök a miseruha alatt hordják. A dalmatikát használják még az anglikán, valamint az Egyesült Metodista Egyházban is; az ortodox egyházakban a dalmatika megfelelője a szakkosz.

## Története
A 2. században egy dalmáciai viselet (innen a neve), a dalmáciai tunika elterjedt a Római Birodalomban, Bmint a tunika fölött viselt hosszú, ujjas felső ruha. Fehér színű vászonból, gyapjúból vagy selyemből készült. Két piros vagy bíbor csík (clavus) díszítette párhuzamosan, melyek hossza viselője méltóságától függött. Rómában bő, térdig érő tunika formája volt, bő, csuklóig érő ujjakkal.
A 3. században a püspökök ezt a ruhadarabot dalmatika néven a polgári életben is viselték. Karthágói Szent Cipriánról följegyezték, hogy vértanúsága előtt letette dalmatikáját. Később valószínűleg papi ruhadarab lett, és a papok diakónusaiknak engedélyezték ünnepnapokon viselését. A 4. századtól a pápa és archidiakónusának díszruhája lett. A 9. században a papok a kazula alatt kezdték viselni, amit azonban a pápa betiltott, és csak a presbiter bíborosoknak, apátoknak, valamint másoknak csak kiváltságként engedélyezte. A 12. századtól már a diakónusok hivatalos ruhája, melyet az alba fölött viselnek. A püspökök, a presbiter bíborosok és más prelátusok a kazula alá vették. Ettől kezdve eltűnt a két bíbor csík, és a dalmatika színe megegyezett a kazuláéval.
Itálián kívül már a 9. században rövidíteni kezdték hosszát és ujjait, majd a könnyebb felölthetőség kedvéért bővítették a nyakán a kivágást és oldalt fölhasították, felöltése után pedig gombokkal vagy szalagokkal erősítették össze. A 15. század végétől a vállon bojtokban végződő zsinór díszíti. A szokásos miseruha készlethez ettől fogva hozzátartozik a kazulával azonos anyagból és díszítéssel készült két dalmatika, amelyet asszisztenciás szertartásokon már nem diakónus és szubdiakónus, hanem az ezek szerepét betöltő papok viselték.
Ma a katolikus egyházban a diakónus és a szubdiakónus viseli ünnepi szentmisében, litániákon és körmeneteken a liturgikus színek szabályainak megfelelően, valamint a püspökök a régi hagyományt követve, ünnepélyes alkalmakkor a miseruha alá könnyű selyemdalmatikát vesznek fel, különösképpen az egyházi rend kiszolgáltatásakor, apát és apátnő benedikáláson. Püspökszentelés alkalmával a szentelendő püspököknek is dalmatikát kell felvennie.